# Billy Younger
William Younger, detto Billy (Holywell, 22 marzo 1940 – Northumberland, gennaio 2006), è stato un calciatore inglese, di ruolo attaccante.

## Carriera
Younger inizia la carriera nei dilettanti del Seaton Delaval per poi all'età di 18 anni trasferirsi nella prima divisione inglese al Nottingham Forest, con cui esordisce tra i professionisti giocando una partita nella prima divisione inglese e vincendo la FA Cup; nella stagione 1959-1960 segna invece il suo primo gol in carriera (giocando 6 partite), a cui ne aggiunge un secondo (in 5 presenze) nel corso della stagione 1960-1961, nella quale viene poi ceduto a stagione in corso al Lincoln City, club con cui gioca 4 partite in seconda divisione, retrocedendo a fine anno in terza divisione.
Nell'estate del 1961 viene ceduto al Walsall, club reduce da due promozioni consecutive (dalla quarta alla seconda divisione): con i Saddlers realizza 5 reti in 8 presenze, dopo le quali viene acquistato a stagione in corso dal Doncaster, club di quarta divisione, con cui gioca con regolarità (18 partite) segnando però solamente una rete. Al termine della stagione 1961-1962 cambia nuovamente club, trasferendosi all'Hartlepool Utd, a sua volta militante in quarta divisione: qui realizza 4 reti in 37 partite di campionato giocate, per poi andare a chiudere la carriera con la maglia dei semiprofessionisti del Ramsgate.
In carriera ha totalizzato complessivamente 79 presenze e 12 reti nei campionati della Football League.

## Palmarès

### Club

#### Competizioni nazionali
- Coppa d'Inghilterra: 1

Nottingham Forest: 1958-1959

#### Competizioni regionali
- Kent Senior Cup: 1

Ramsgate: 1963-1964